# Resource Reservation Protocol
Resource ReSerVation Protocol (ou RSVP) est un protocole de la couche transport du modèle OSI, permettant de réserver des ressources dans un réseau informatique.

## Messages
Les différents types de messages échangés sont :
- En provenance de l'émetteur :
  - PATH
  - PATHERR (erreur)
  - PATHTEAR (abandon du flot)
- Du récepteur :
  - RESV
  - RESVERR
  - RESVTEAR